# Gunungiella tchaturti
Gunungiella tchaturti är en nattsländeart som beskrevs av Schmid 1968. Gunungiella tchaturti ingår i släktet Gunungiella och familjen stengömmenattsländor. Inga underarter finns listade i Catalogue of Life.